# Червона річка (фільм)
«Червона річка» (англ. Red River) — художній фільм Говарда Хоукса та Артура Россона в жанрі вестерн.

## Сюжет
1851 рік. Томас Дансон приїжджає в Техас, щоб заснувати ранчо. Його супроводжують тільки двоє — старий друг Грут і прийомний син Метт. Через п'ятнадцять років ранчо Дансона — найбільше в Техасі. Він вирішує гнати величезне стадо в 10000 голів на північ для продажу. Попереду довга і важка дорога. Через жорстокі вчинки Дансона у дорозі спалахує бунт.

## У ролях
- Джон Вейн — Томас Дансон
- Монтгомері Кліфт — Метт Гарт
- Джоан Дрю — Тесс Міллей
- Волтер Бреннан — Грут
- Мікі Кун — Метт у дитинстві

## Нагороди
- Фільм номінувався на премію «Оскар» за найкращий сценарій ігрового фільму і найкращий монтаж.
- У 1990 році фільм був включений в Національний реєстр фільмів Бібліотеки Конгресу США.
- Списки Американського інституту кіномистецтва:
  - 10 найкращих вестернів - 5-те місце